# Neogen
Neogen (gr. νέος trb. neos trl. néóś, „nowy” + γίγνομαι trb. jignome trl. gígnomai, „rodzić”) – młodszy okres ery kenozoicznej trwający od 23,03 do 2,58 mln lat temu. Dzieli się na:
- pliocen od 5,333 mln do 2,58 mln lat temu,
- miocen od 23,03 mln do 5,333 mln lat temu.

Gelas, dawniej ostatnie piętro pliocenu, w nowym podziale jest najniższym piętrem plejstocenu i zalicza się do okresu czwartorzędu.

## Inny proponowany podział
Obecny status neogenu jest wynikiem nowego podziału kenozoiku, dokonanego przez Międzynarodową Unię Nauk Geologicznych, skorygowanego w 2006 r. Według propozycji z 2004 roku neogen miał obejmować także czwartorzęd, czyli plejstocen i holocen, a zatem trwałby do dziś. Propozycja ta spotkała się z ostrą krytyką (m.in. Międzynarodowej Unii Badań Czwartorzędu).